# يوهان جاكوب فراي
يوهان جاكوب فراي هو رسام سويسري، ولد في 27 يناير 1813 في بازل في سويسرا، وتوفي في 30 سبتمبر 1865 في فراسكاتي في إيطاليا.